# Zippalanda

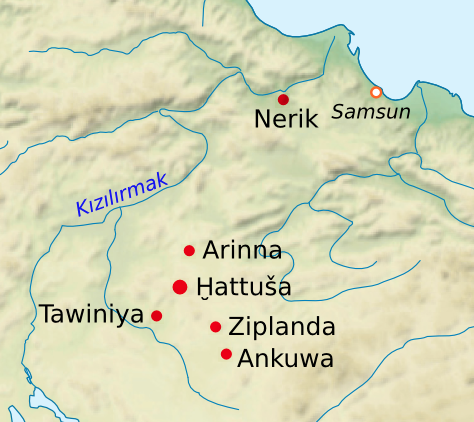
Ziplanda se encuentra en el mapa cerca de Çadır Höyük.

Zippalanda o Ziplanda fue un centro administrativo y religioso hatiano del reino antiguo hitita en Anatolia.
Aunque su nombre era conocido por diferentes inscripciones cuneiformes, no fue hasta el siglo XX cuando los estudiosos lo ubicaron en el distrito de Sorgun de la provincia de Yozgat, Turquía, cerca de Kerkenes Dağ, donde la montaña de Kerkenes a menudo se la identifica con la montaña sagrada de los textos hititas de Daha (o Monte Taha), aproximadamente a un día de viaje al norte de Ankuwa (actual Alişar Hüyük). Los sitios más probables son los asentamientos en montículos conocidos como Çadır Höyük y Uşaklı Höyük.

## Historia
Zippalanda fue uno de los antiguos centros religiosos hatianos que posteriormente retuvo sus privilegios en el reino antiguo hitita, que incluían también a Arinna y Nerik, y hacia el final del Imperio hitita a Hattusa y Tarhuntassa. El rey hitita participaba en ceremonias religiosas oficiales como la fiesta de Puruli, las fiestas imperiales de primavera y otoño, la fiesta del mes y posiblemente la fiesta de la caza (Ki-Lam). 
Gran parte de la información sobre Zippalanda proviene de tablillas encontradas en Hattusa que registran la existencia del templo del dios de la Tormenta y un palacio o residencia real (halentu) y se refieren indirectamente a la vida religiosa diaria y a las fiestas. Las ligeras defensas de la muralla de la ciudad sugieren que fue un perímetro religioso como el de Alaca Höyük. Varios sitios de culto se encuentran dentro de la ciudad y se extienden también fuera de ella hacia el Monte Daha.
Está registrado que además de las funciones religiosas, los habitantes de Zippalanda también participaron en asuntos militares, elaboración de artesanías, caza y cría de ganado.
En enero de 2020, un equipo de la Universidad de Pisa ha descubierto en las excavaciones de Uşaklı Höyük lo que posiblemente sea el mosaico más antiguo del mundo y probablemente sea el lugar de la ciudad perdida de Zippalanda.